# 腹式呼吸

横隔膜呼吸のアニメーション。横隔膜は緑色で表示。横隔膜が収縮すると吸気が生じる、すなわち肺が拡張する。

腹式呼吸（ふくしきこきゅう、英: abdominal breathing）、は、胸腔と腹腔の間に水平に位置する筋肉である横隔膜を収縮することによって行われる呼吸である。横隔膜呼吸（英: diaphragmatic breathing）、または深呼吸（英: deep  breathing）とも呼ばれる。
意識的に行われる場合は、一般的にはリラクゼーションを目的とする呼吸法である。声楽においては、声をよく出すために呼吸を工夫することを、「腹式呼吸」という言葉で示すことが多い。一般的には、腹式呼吸は概ね好ましい呼吸とされているが、麻痺や麻酔によって生じた場合は異常、ないしは不完全な呼吸と見なされる。実際のところ、呼吸には横隔膜だけでなく、胸部の骨や筋肉も大きな役割を果たしている。

## 機序
肺の入っている胸腔は、主に骨性胸郭と、それを支え動かす筋群及び横隔膜で構成されている。息を吸う（すなわち胸腔を広げる）ためには、肋骨を開き広げるか、横隔膜を収縮させて下げればよい。横隔膜が強く収縮すると空気が肺に入るが、通常のリラックスした呼吸（正常呼吸（eupnea））とは異なり、胸の肋間筋がこの過程で行う仕事は最小限である。横隔膜を大きく収縮させると、腹腔が変形し、腹が前方へ突き出る。すなわち、腹部は、この吸気中に拡大する。呼気（息を吐く）は横隔膜の弛緩による復元と、腹筋や背筋の収縮によって内臓を上昇させ、それによって横隔膜をさらに上昇させることによって起こる。
新生児は肋間筋が未発達なことから、横隔膜による、回数の多い腹式呼吸である。成長と共に胸式呼吸が可能となる。
ちなみに、呼気を重視する呼吸法を「釈迦の呼吸法」と呼ぶことがある。

## 方法
リラクゼーション目的の場合、横隔膜と腹筋を使って、鼻からゆっくりと息を吸い込み、口から吐き出す。

## 効用
意識的に行うことにより、以下の効用があるとされる。
- 横隔膜の強化
- 呼吸数を遅くし、呼吸仕事量を下げる。その結果、身体の酸素要求量が低下する。
- リラックス作用
- 血液中の酸素量増加
- ガス交換の促進
- 血圧、心拍数を下げる。

## 適応
不安、喘息、慢性閉塞性肺疾患、ストレスなど。

## 医学的有用性
腹式呼吸は、心身の健康のために、医師会、厚労省などが推奨しているが、2020年のナラティブ・レビューによると、今までの研究の質が低いため、臨床診療における横隔膜呼吸の正確な有用性は不明である。

## 浅呼吸
横隔膜呼吸と対照的な呼吸が浅呼吸である。これは肋間筋の収縮を必要とする呼吸である。肋間筋が弛緩すると、空気は受動的に肺に流れ込む。浅呼吸は胸式呼吸とも呼ばれる。胸式呼吸は心身の緊張を高める。

## 非生理的な横隔膜呼吸
疾患や麻酔などの影響によって、呼吸筋が部分的に麻痺し、横隔膜の機能は温存されている場合、横隔膜呼吸と呼ばれることがあるが、これは意識して行う深呼吸が困難であるという点で、一般的な腹式呼吸とは異なる。

### 脊髄損傷
中位の脊髄損傷の患者においては、第3－5頚神経支配の横隔膜の動きは維持されるが、それより下位の神経に支配される肋間筋や腹筋は麻痺するため、深呼吸や咳嗽が困難となる。高位脊髄損傷、すなわち第2頚髄以上の損傷時は、肋間筋や腹筋のみならず横隔神経支配の横隔膜も麻痺するために、自力での呼吸そのものが困難となり、人工呼吸器が必要となる。

### 脊髄くも膜下麻酔
脊髄くも膜下麻酔が行われると、呼吸は呼吸筋の麻痺により抑制されるが、横隔膜まで麻痺することは稀であり、横隔膜呼吸となる。

### 全身麻酔
かつて行われたエーテル麻酔においては、麻酔が深くなるにつれて肋間筋麻痺により胸式呼吸が減弱から停止にいたり、そこから横隔膜による腹式呼吸のみによる不完全な浅い呼吸となり、麻酔を深くし過ぎると呼吸停止となった。つまり、腹式呼吸であるけれども、深呼吸ではない状況が起こり得た。

## 声楽における腹式呼吸
歌唱においては、腹式呼吸が適していると一般には広く信じられているため、特に初心者は、腹式呼吸を習得することに熱心になる。

### 様々な方法
クラシック音楽の声楽における腹式呼吸は、時に全く正反対ともいえるような実に様々なものが行われており、
- a.歌唱（呼気）の際も胸部は高い位置を維持するべきである[19][20]。
- b.歌い始めたら横隔膜や肋骨のことは考える必要はなく、胸部を高く保とうなどと意識する必要はない[21]。

- a.吸気時に側腹部や腰部を膨らませるべきである（腹直筋にある程度の緊張を保ち横隔膜を最大限下げることで腹腔の側部や背部が膨らむ。これによりはじめて横隔膜の後部が下がる）[22]。
- b.吸気時に下腹部を膨らませるべきである（横隔膜が低く下がるので息が多く入る）[23]。
- c.吸気時に上腹部を膨らませるべきである（横隔膜が高い緊張度で張るので、声にも張りが生まれる）[24]。

- a.歌い始める前にはしっかりと息を吸うべきである（しっかり吸った状態から「支え」が生まれる）[24]。
- b.息は吸うのではなく吐くことから始めるべきであり、吐き終ったあとリラックスすれば自動的に吸気が起きる（意識的に吸うのは間違いであり、器官の故障につながる）[25]。

- a.呼気の際は腹部を凹ませる[26]。
- b.呼気の際は腹部を吸気後の膨らんだ状態に保つ[27][24][28]。

といった例があるが、指導者や声楽家によってこのように様々な異なった方法が指導、実践されており、そういった様々な方法のうち、どれが最も優れているのかは、いまだ見解に一致は見られない。

### 「支え」
また、声楽では呼吸に関連して「支え（イタリア語: Appoggio）」という言葉が用いられ、時代によって意味の変遷もあるが、現在では、呼気時にも横隔膜の吸気傾向（横隔膜の収縮）を保つことで呼気の流れをコントロールしつつ内臓と横隔膜の上昇を防いで重心を安定させ（結果的に腹圧が高まる）、また、この時の横隔膜の緊張または横隔膜と呼気筋群との拮抗状態により発生する自然な生理的反応を利用することで喉に無駄な力を加えることなく声門閉鎖を強め、さらにこれら一連の働きを通して喉頭懸垂筋群の（適切な）働きを呼び起こす、といった技術を指して用いられることが多く、より具体的には、吸気によって拡張した腹部（下腹部、側腹部、上腹部など流儀によって様々であるが）などの胴回りを、呼気の際にも拡張したまま保つことによってこれらの働きは導き出される（ただし、これを実際の歌声に反映させ、歌唱に活用できるようになるには、もともと非常に恵まれた才能を持った人以外はそれ相応の年月の訓練が必要である）。この場合、呼気の排出は結果的に腹部が凹むことではなく、胸郭の下部が狭まることによって行われる。発声中（つまり呼気・息を吐いている状態）にも横隔膜を収縮させると、声は「喉詰め発声」から離れ、声門の閉鎖期が長くなり調音が安定する、との研究結果も示されている。
しかし、この言葉にも統一された明確な定義が確立されているわけではなく、これとは全く異なる方法、例えば呼気時に逆に横隔膜の上昇を意図的に助力し（腹を引く、胴回りを絞る、など）、この際の腹筋群や背筋群のコントロールを指して「支え」と呼んだり、さらには呼吸法とは全く関係のない心理的（時には神秘主義的）イメージを「支え」とするなど、各指導者や声楽家が各人の理解でこの言葉を用いるため、声楽を学ぶ者を混乱させる原因ともなっている。いずれにせよ、「支え」とは声と歌唱を安定させるための意識的な身体操作技術一般を指すことが多いが、声帯や喉頭の状態、あるいは声の共鳴の問題とも深く関連しており、必ずしも呼吸法のみに関連する問題ではない。

### 「腹式呼吸」という概念に対する批判
発声法の研究で大きな影響力を持っていたフレデリック・フースラーは、「腹式呼吸」「胸式呼吸」「側腹呼吸」「肋間呼吸」などのように型や方式に分類された呼吸法は、いずれも本来全体がバランス良く協調して働かなければならない呼吸機能のうちの一部のみが突出して働くことによって生まれる不完全で不自然な呼吸法であり、呼吸をそのような型や方式に分類することや、意識的に行われる機械的、方式的呼吸法はすべて声楽の発声にとって有害である、という見解を示している。
また、E. ハーバート・チェザリーは腹式呼吸について、「不完全なだけでなく有害」「言語道断で、無数の声にたいへんな害をあたえてきました」と述べている。